# Władysław Szczepaniak
Władysław Szczepaniak (ur. 19 maja 1910 w Warszawie, zm. 6 maja 1979 tamże) – polski piłkarz, występujący na pozycji obrońcy. Symbol Polonii Warszawa, z warszawskim klubem był związany przez całą karierę.
W lidze debiutował w 1928, początkowo występując w napadzie. Krótko grał także w pomocy, by na początku lat 30. przekwalifikować się na obrońcę. Szybko stał się podporą defensywy Czarnych Koszul, z czasem zostając kapitanem drużyny. W Polonii Warszawa występował także w trakcie II wojny światowej, uczestnicząc wraz z klubem w nielegalnych podziemnych rozgrywkach piłkarskich. Pod jego kierownictwem konspiracyjna drużyna Polonii została mistrzem okręgu warszawskiego w podziemiu w 1942 i 1943 roku. Na piłkarskie boiska wybiegał do 1947, świętując w 1946 zdobycie pierwszego w historii mistrzostwa Polski dla Polonii, w pierwszej powojennej edycji MP.
W reprezentacji Polski debiutował w 1930 w meczu ze Szwecją, ostatni mecz rozegrał już po wojnie w 1947. Rywalem znowu była Szwecja. Po tym meczu aż do 2013 był najstarszym reprezentantem Polski w historii (37 lat i 118 dni). Łącznie w biało-czerwonych barwach rozegrał 34 spotkania, wielokrotnie pełniąc funkcję kapitana, także w historycznym meczu z Brazylią na MŚ 38. Brał udział w IO 36, gdzie polska reprezentacja zajęła 4. miejsce. Odznaczony Krzyżem Kawalerskim Orderu Odrodzenia Polski.
Został pochowany w grobie rodzinnym na cmentarzu Bródnowskim (kwatera 33H-3-16).

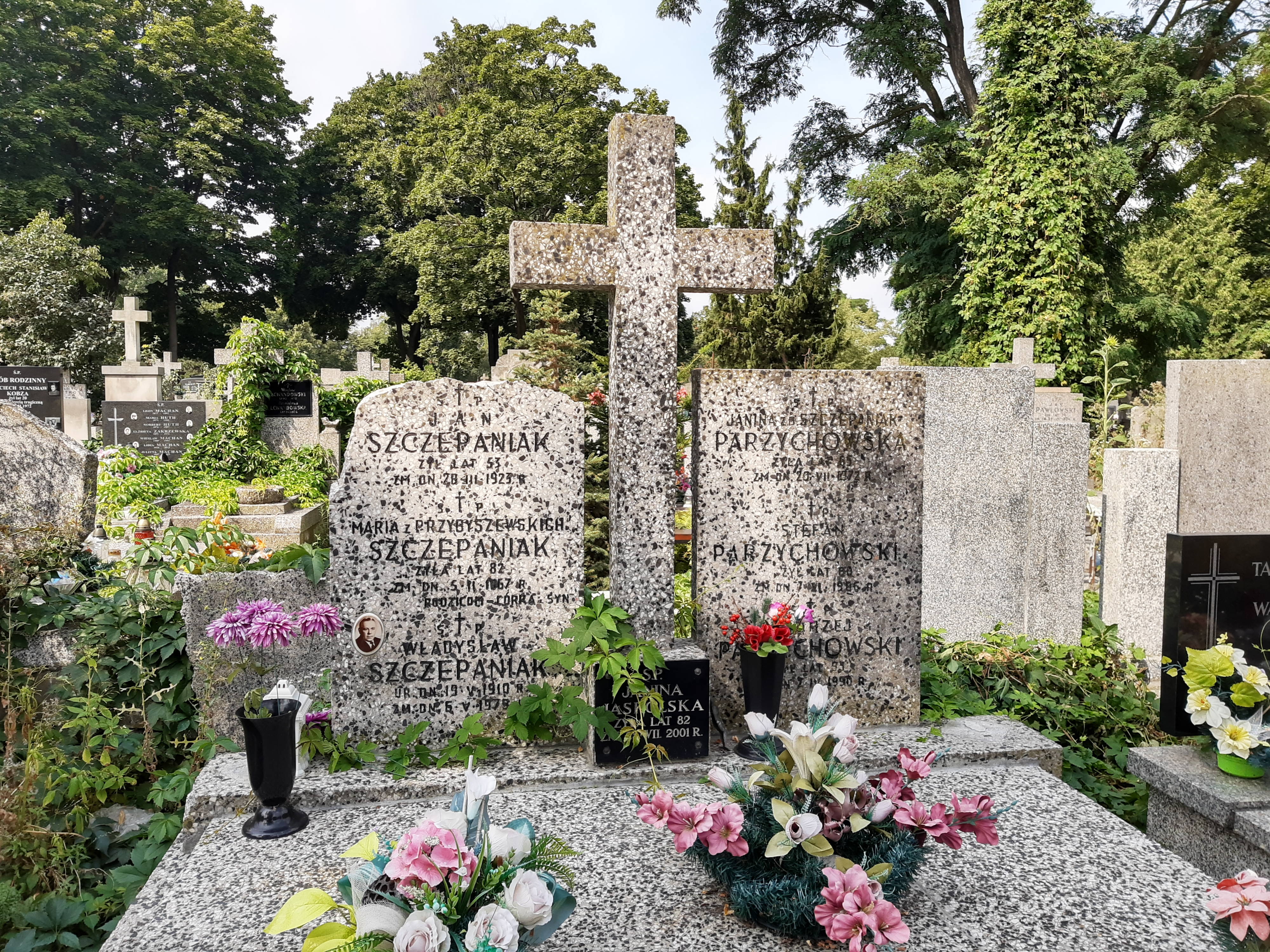
Grób Władysława Szczepaniaka na cmentarzu Bródnowskim